# Campeonato Potiguar Segunda Divisão 2021
In 2021 werd de 24ste editie van de Campeonato Potiguar Segunda Divisão gespeeld voor voetbalclubs uit de Braziliaanse staat Rio Grande do Norte. De competitie werd georganiseerd door de FNF en werd gespeeld van 13 september tot 12 oktober. Potyguar Seridoense werd kampioen. Palmeira, dat vorig jaar kampioen geworden was speelde dit seizoen wel in de hoogste klasse, maar degradeerde en nam daarop ook dit jaar deel aan de tweede klasse.

## Eerste fase

### Groep A
| Plaats | Club                | Wed. | W | G | V | Saldo | Ptn. |
| ------ | ------------------- | ---- | - | - | - | ----- | ---- |
| 1.     | Potyguar Seridoense | 6    | 5 | 1 | 0 | 9:2   | 16   |
| 2.     | Baraúnas            | 6    | 2 | 3 | 1 | 10:4  | 9    |
| 3.     | Mossoró             | 6    | 1 | 3 | 2 | 6:6   | 6    |
| 4.     | Parnamirim          | 6    | 0 | 1 | 5 | 2:15  | 1    |

|  | Geplaatst voor tweede fase |

### Groep B
| Plaats | Club          | Wed. | W | G | V | Saldo | Ptn. |
| ------ | ------------- | ---- | - | - | - | ----- | ---- |
| 1.     | Riachuelo     | 6    | 4 | 1 | 1 | 13:7  | 13   |
| 2.     | Visão Celeste | 6    | 3 | 2 | 1 | 8:4   | 11   |
| 3.     | Palmeira      | 6    | 1 | 2 | 3 | 8:9   | 5    |
| 4.     | Alecrim       | 6    | 1 | 1 | 4 | 7:16  | 4    |

## Tweede fase
|  | Halve finales | Halve finales       | Halve finales | Halve finales | Halve finales |   |                     | Finale | Finale | Finale | Finale | Finale |
|  |               |                     |               |               |               |   |                     |        |        |        |        |        |
|  |               | Potyguar Seridoense | 2             | 3             | 5             |   |                     |        |        |        |        |        |
|  |               | Visão Celeste       | 1             | 0             | 1             |   |                     |        |        |        |        |        |
|  |               | Visão Celeste       | 1             | 0             | 1             |   | Potyguar Seridoense | 1      |        |        |        |        |
|  |               |                     |               |               |               |   | Potyguar Seridoense | 1      |        |        |        |        |
|  |               |                     | Riachuelo     | 0             |               |   |                     |        |        |        |        |        |
|  |               | Riachuelo           | Riachuelo     | 0             | 2             | 3 | 5                   |        |        |        |        |        |
|  |               | Riachuelo           |               |               | 2             | 3 | 5                   |        |        |        |        |        |
|  |               | Baraúnas            | 1             | 2             | 3             |   |                     |        |        |        |        |        |

## Totaalstand
| Plaats | Club                | Wed. | W | G | V | Saldo | Ptn. |
| ------ | ------------------- | ---- | - | - | - | ----- | ---- |
| 1.     | Potyguar Seridoense | 9    | 8 | 1 | 0 | 15:3  | 25   |
| 2.     | Riachuelo           | 9    | 6 | 1 | 2 | 18:11 | 19   |
| 3.     | Visão Celeste       | 8    | 3 | 2 | 3 | 9:9   | 11   |
| 4.     | Baraúnas            | 8    | 2 | 3 | 3 | 13:9  | 9    |
| 5.     | Mossoró             | 6    | 1 | 3 | 2 | 6:6   | 6    |
| 6.     | Palmeira            | 6    | 1 | 1 | 4 | 8:9   | 5    |
| 7.     | Alecrim             | 6    | 1 | 1 | 4 | 7:16  | 4    |
| 8.     | Parnamirim          | 6    | 0 | 1 | 5 | 2:15  | 1    |

|  | Kampioen, promotie |

## Kampioen
| Campeonato Potiguar de 2021 - Segunda Divisão |
| Rio Grande do Norte                           |
| --------------------------------------------- |
| POTYGUAR SERIDOENSE Kampioen (3° titel)       |